# Lovedrive (singolo)
Lovedrive è il decimo singolo pubblicato dalla band Hard rock/Heavy metal tedesca Scorpions.
Il brano è inserito nel sesto album in studio, l'omonimo Lovedrive, pubblicato nel 1979.
La canzone inizia con le 2 chitarre di Rudolf Schenker e Matthias Jabs rispettivamente chitarra ritmica e chitarra solista che, vanno abbastanza veloci, il ritornello è molto orecchiabile.
È stata scritta dal chitarrista ritmico Rudolf Schenker e dal cantante Klaus Meine. Nella canzone è presente pure Michael Schenker fratello di Rudy che fa da chitarra solista al posto di Matthias.

## Tracce CD
1. Lovedrive (Schenker, Meine) - 4:49
2. Holiday (Schenker, Meine) - 6:22

## Formazione
- Klaus Meine: voce
- Rudolf Schenker: chitarra
- Matthias Jabs: chitarra
- Francis Buchholz: basso
- Herman Rarebell: batteria
- Michael Schenker: chitarra solista in Lovedrive